# Mathilde-Amivi Petitjean
Pour les articles homonymes, voir Petitjean.
Mathilde-Amivi Petitjean est une fondeuse franco-togolaise, née le 19 février 1994 à Kpalimé au Togo.

## Biographie
Née en 1994 au Togo, pays de sa mère, elle quitte l'Afrique pour la Savoie, en France, pays de son père, lorsqu'elle a trois ans. Elle y commence le ski. Douée, elle intègre une sélection régionale et commence les compétitions, sous les couleurs françaises et pour le club du Pays rochois, en début de sa carrière, prenant part au Festival olympique de la jeunesse européenne en 2011. Non retenue dans le collectif national, elle est contactée par un représentant du comité olympique togolais, et décide de skier sous les couleurs de ce pays. Elle dispute sa première compétition majeure avec le Togo lors des Championnats du monde junior à Val di Fiemme début 2014.
Aux Jeux olympiques de Sotchi 2014, Mathilde-Amivi Petitjean est qualifiée pour le dix kilomètres classiques, terminant 65e. Elle y est le porte-drapeau du Togo qui est présent pour la première fois à cet évènement sportif.
En mars 2016, elle prend part à sa première épreuve de Coupe du monde à l'occasion du Ski Tour Canada, qui prend place au Québec, où elle vit et s'entraîne désormais.
En 2017, la Togolaise prend part à son premier championnat du monde à Lahti, pour finir 49e du sprint en style libre, son meilleur résultat dans l'élite de son sport.
En 2018, elle obtient un contrat de partenariat avec Procter & Gamble, le premier contrat de sponsoring de sa carrière. L'entreprise l'a retenu pour son parcours. Elle est de nouveau porte-drapeau à la cérémonie d'ouverture des Jeux olympiques d'hiver de 2018, et seule athlète de la délégation togolaise à ces Jeux, où elle est qualifiée en ski de fond. Elle n'accède pas à la finale du sprint classique (59e), mais participe à l'épreuve du 10 km.

## Palmarès

### Jeux olympiques
| Épreuve / Édition   | Sprint                           | Sprint                           | 10 km                            | 10 km                            | Skiathlon 2 × 7,5 km | 30 km | Relais | Relais   |
| Épreuve / Édition   | libre                            | classique                        | libre                            | classique                        | Skiathlon 2 × 7,5 km | 30 km | Sprint | 4 × 5 km |
| JO 2014 Sotchi      | -                                | Épreuve inexistante à cette date | Épreuve inexistante à cette date | 65e                              | -                    | -     | —      | —        |
| JO 2018 Pyeongchang | Épreuve inexistante à cette date | 59e                              | 83e                              | Épreuve inexistante à cette date | Abandon              | -     | -      | —        |

Légende :
- : pas d'épreuve
- — : Non disputée par Petitjean

### Championnats du monde
| Épreuve / Édition   | Sprint | Sprint                           | 10 km                            | 10 km     | Skiathlon 2 × 7,5 km | 30 km | Relais | Relais   |
| Épreuve / Édition   | libre  | classique                        | libre                            | classique | Skiathlon 2 × 7,5 km | 30 km | Sprint | 4 × 5 km |
| Mondiaux 2017 Lahti | 49e    | Épreuve inexistante à cette date | Épreuve inexistante à cette date | -         | -                    | -     | -      | —        |

Légende :
- : pas d'épreuve
- — : Non disputée par Petitjean